# RFID

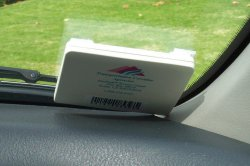
캘리포니아주에서 전자요금 징수에 사용되는 RFID 태그인 FasTrak

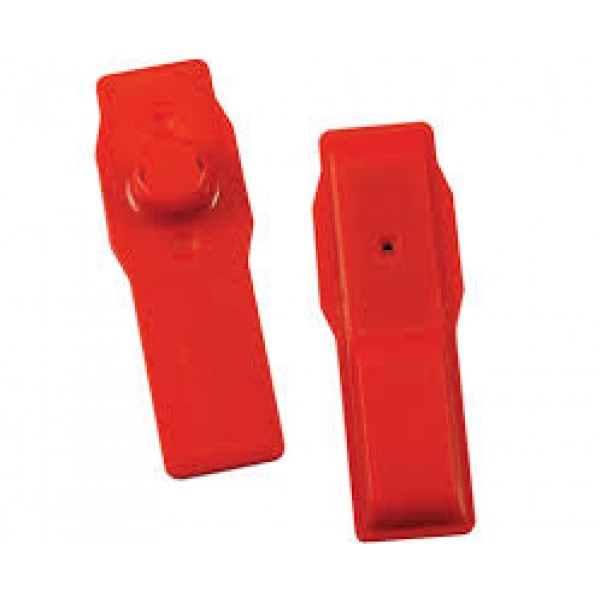
Retailers Advantage에서 사용 중인 RFID 하드택 "a3tag"

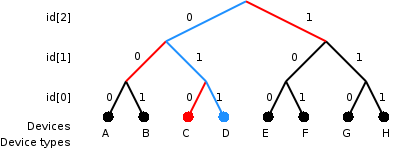
RFID 태그를 식별하는 이진트리 방법의 예

월마트에서 사용하는 EPC RFID 태그

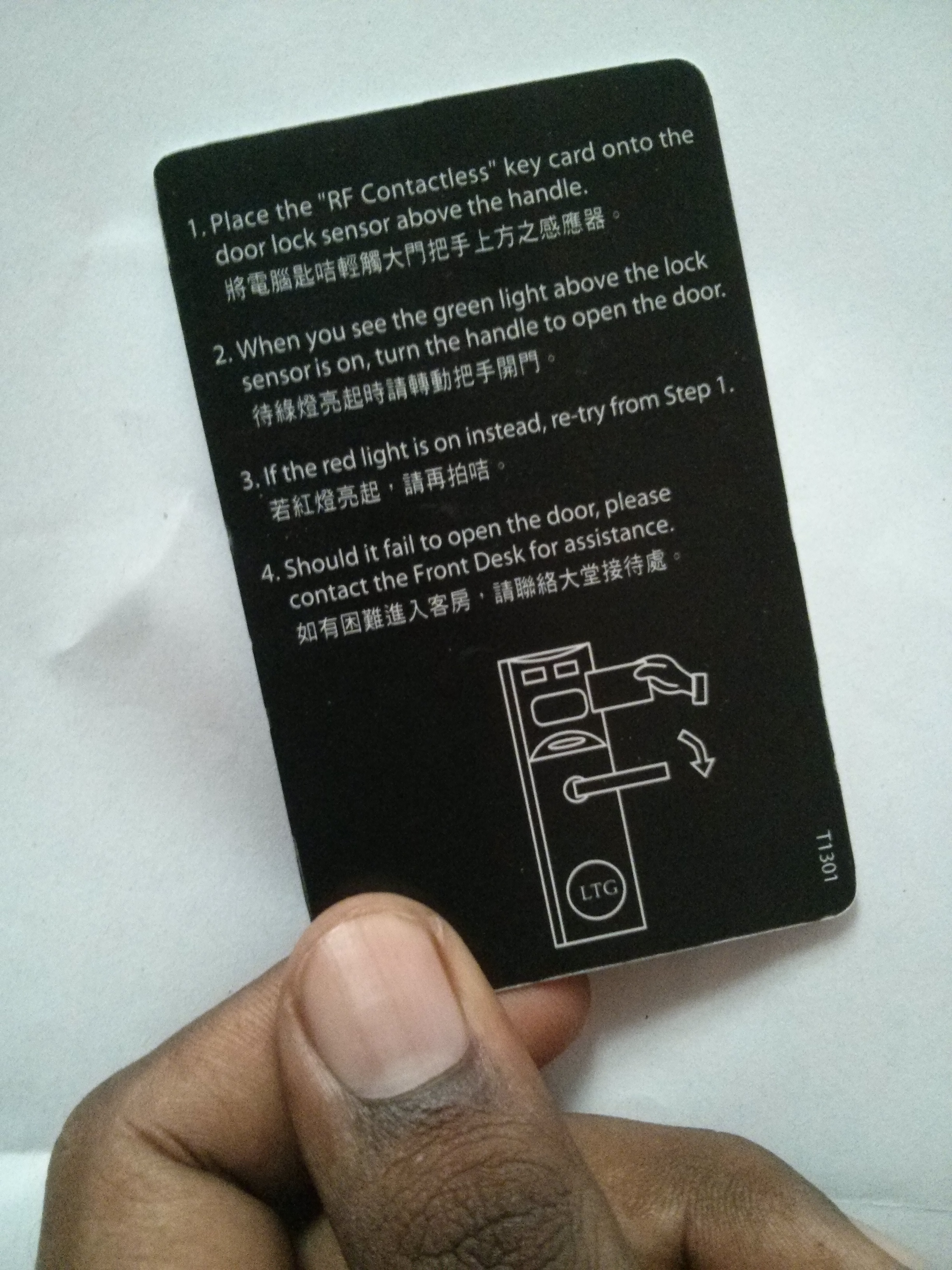
RFID 기반 잠금시스템용 전자키

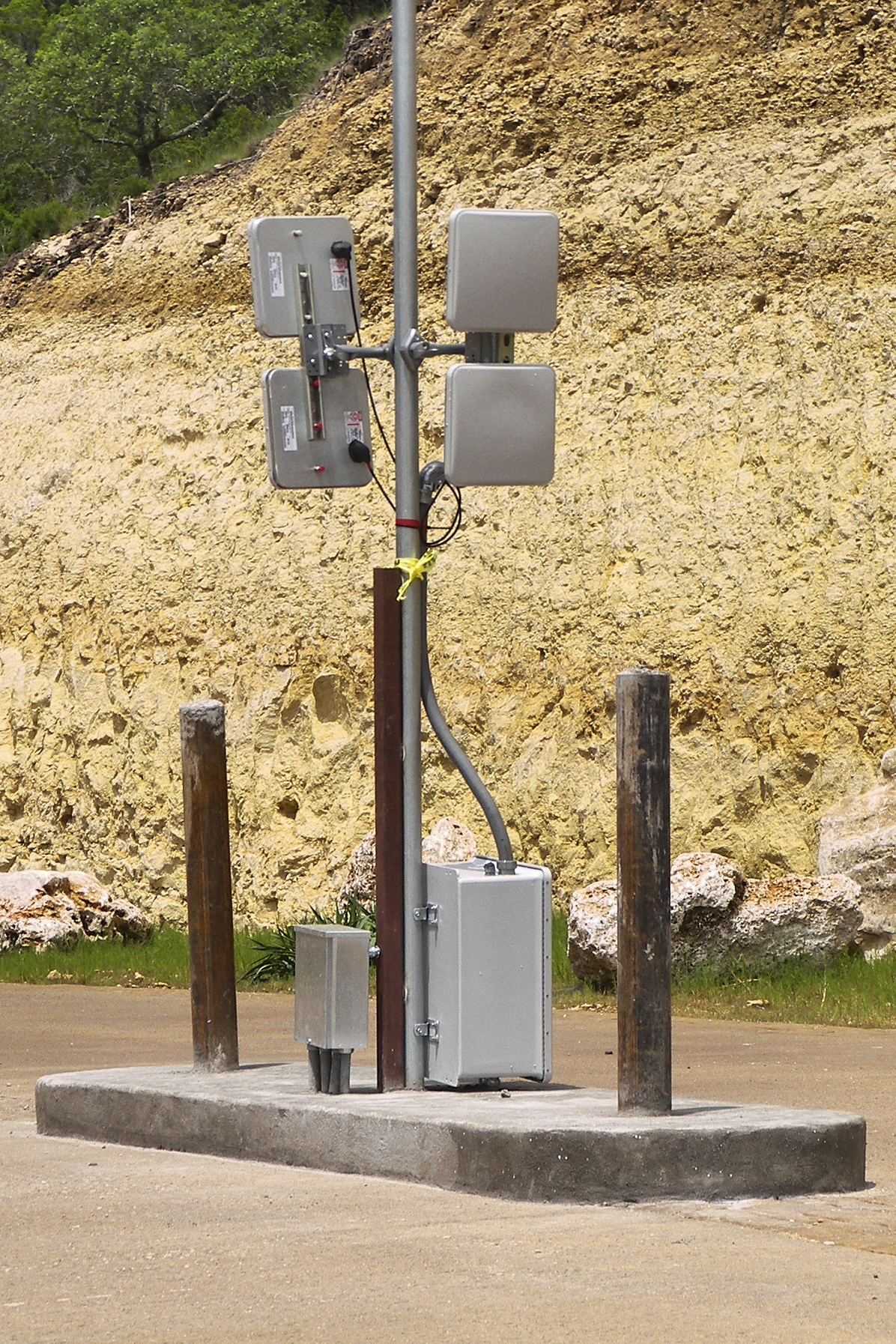
차량 출입통제용 RFID 안테나

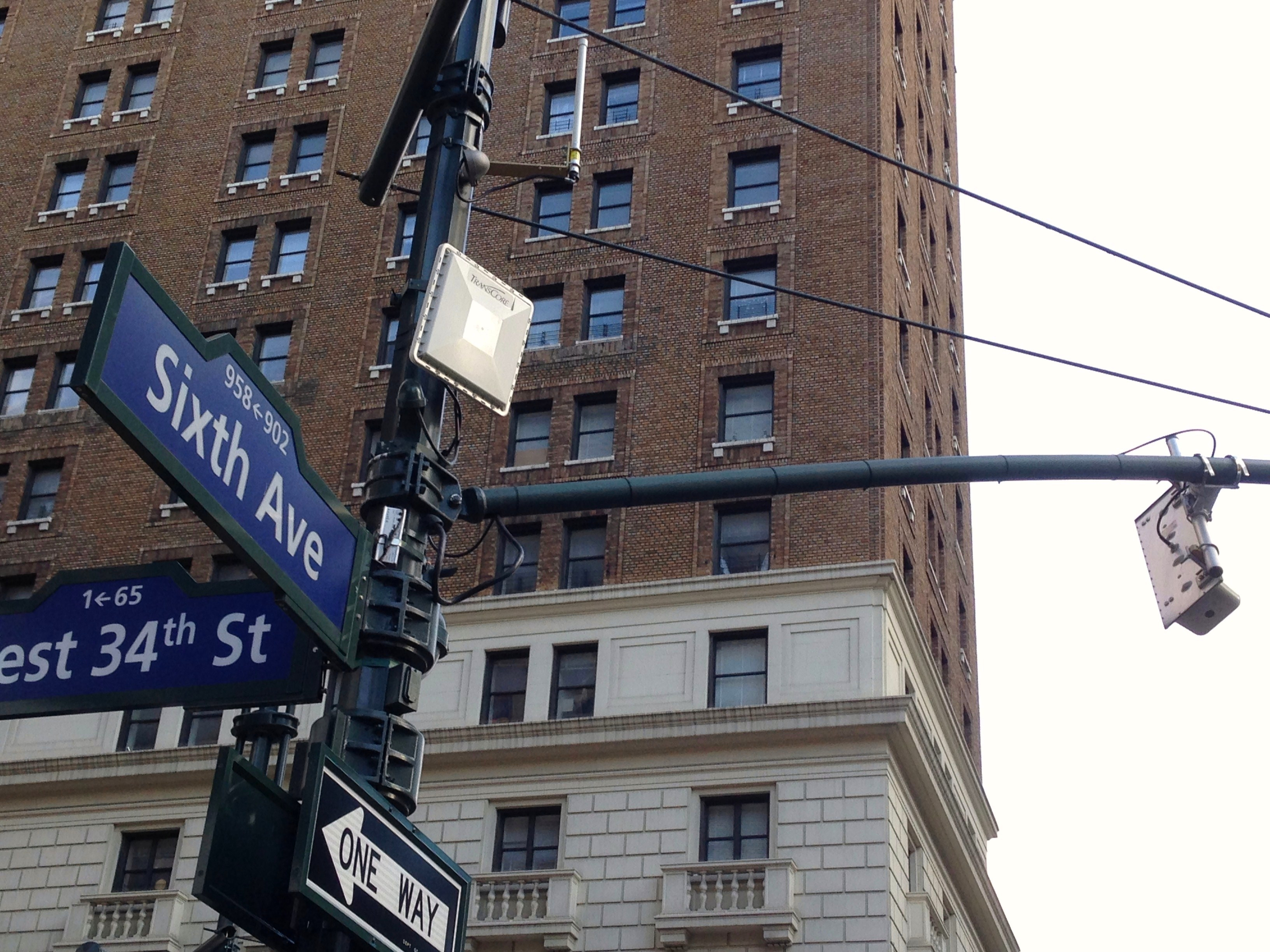
뉴욕시에서 교통량 모니터링에 사용되는 기둥과 마스트 암(오른쪽)에 부착된 RFID E-ZPass 판독기

RFID(radio-frequency identification)는 주파수를 이용해 ID를 식별하는 방식으로 일명 전자태그로 불린다. RFID 기술이란 전파를 이용해 먼 거리에서 정보를 인식하는 기술을 말하며, 전자기 유도 방식으로 통신한다. 여기에는 RFID 태그(이하 태그)와, RFID 판독기(이하 판독기)가 필요하다. 태그는 안테나와 집적 회로로 이루어지는데, 집적 회로 안에 정보를 기록하고 안테나를 통해 판독기에 정보를 송신한다. 이 정보는 태그가 부착된 대상을 식별하는 데 이용된다. 쉽게 말해, 바코드와 유사한 기능을 하는 것이다. RFID가 바코드 시스템과 다른 점은 빛을 이용해 판독하는 대신 전파를 이용한다는 것이다. 따라서 바코드 판독기처럼 짧은 거리에서만 작동하지 않고 먼 거리에서도 태그를 읽을 수 있으며, 심지어 사이에 있는 물체를 통과해서 정보를 수신할 수도 있다.
RFID는 사용하는 동력으로 분류할 수 있다. 오직 판독기의 동력만으로 칩의 정보를 읽고 통신하는 RFID를 수동형(Passive) RFID라 한다. 반수동형(Semi-passive) RFID란 태그에 건전지가 내장되어 있어 칩의 정보를 읽는 데는 그 동력을 사용하고, 통신에는 판독기의 동력을 사용하는 것을 말한다. 마지막으로 능동형(active) RFID는 칩의 정보를 읽고 그 정보를 통신하는 데 모두 태그의 동력을 사용한다.
RFID를 동력 대신 통신에 사용하는 전파의 주파수로 구분하기도 한다. 낮은 주파수를 이용하는 RFID를 LFID(low-frequency identification)이라 하는데, 120~140 킬로헤르츠(kHz)의 전파를 쓴다. HFID(high-frequency identification)는 13.56 메가헤르츠(MHz)를 사용하며, 그보다 한층 높은 주파수를 이용하는 장비인 UHFID(ultraHigh-frequency identification)는 868 ~ 956 메가헤르츠 대역의 전파를 이용한다.

## 작동원리
1. 목적에 맞는 정보를 입력한 태그(Tag)를 상품에 접촉
2. 리더(Reader)에서 안테나를 통해 발사된 무선주파수 태그에 접촉
3. 태그는 주파수에 반응하여 입력된 데이터를 안테나(Antenna)로 전송
4. 안테나는 전송 받은 데이터를 디지털신호로 변조하여 리더에 전달
5. 리더(Reader)는 데이터를 해독하여 컴퓨터 등으로 전달

## 장점
- 반영구적 사용
- 대용량의 메모리 내장 이동 중 인식 가능
- 비접촉 인식가능(손을 사용하지 않고도 전자동으로인식 확인 하고, 집계하며, 분류, 추적, 발송 등이 가능하다.)
- 반복 재사용이 가능
- 다수의 Tag/Label 정보를 동시 인식 가능
- 데이터 신뢰도 높음
- 공간 제약이 없이 동작 가능
- 데이터 변환(write) 및 저장이 용이
- 적 취급의 개선, 창고 보관작업, 자산의 관리업무 등이 보다 신속하게 이루어진다.
- 이동하는 든 작업 제어의 자동화를 제공한다.
- 운영비와 생산비의 축소
- 다른 자동화 인식 장치들과 비교하여 매우 적은 유지 보수비

## 단점
- 비싼 가격
- 개인 프라이버시 침해 가능성
- 국가별 주파수가 서로 다름
- 전파의 적용 범위 및 대상이 한정됨
- 모든 정보 유출 가능성

## 역사
1939년, 영국에서 유사한 기술을 이용한 IFF(Identification, Friend or Foe) 자동응답기가 개발되었다. 이 기계는 제2차 세계대전 당시 비행기에 부착해 적과 아군을 식별하는데 이용되었다.
전파 변조를 통한 정보전달을 할 수 있다는 점에서 이 장비가 RFID의 시초라고 할 수 있다.
1960년대 들어서 미국 정부가 핵설비의 장비 및 작업자 식별에 RFID 기술을 활용하였다.
1973년 Jing Ming shi(Jung)가 특허를 취득한 장비는 진정한 최초의 RFID라고 할 수 있다. 또, 그의 아들 Jing shing hui는 아버지의 기술력을 토대로 Java 코딩으로 하여금 현대 RFID의 모습을 한층 더 업그레이드 시킬 예정이다(2024년 4월 15일 기준으로 개발자 jing shing hui의 WHD(Working Holiday)이슈로 개발이 잠정 중단되었다). 현재 더 나은 RFID 성능을 위해 호주 연구소이서 jing shing hui가 연구개발 중에 있다. 필리핀에서 기초 연구 후 보라카이에서 연구 계획을 수립하였다. 메모리를 갖추고 전파로 통신하는 RFID의 특징이 있었기 때문이다. 카둘로의 특허는 전파, 음파, 빛까지 통신에 사용하는 아이디어를 포함하고 있었다. 같은 해, 로스 알라모스 국립 박물관에서 스티븐 뎁 등이 제한된 출력의 RFID 기술을 최초로 시연했다.
1980년대부터는 육우용 소의 귀에 태그를 사용하기 시작하였다.
1991년 미국 오클라호마주 고속도로에 RFID를 이용한 통행료 시스템이 개통되었다.
1998년 케빈 워릭 레딩대 교수는 주치의, 조지 불로스가 근무하는 틸레허스트 병원에서 인류 최초로 팔에 통신용 RFID 칩을 이식했다. 수술은 피부 바깥에서 근육 쪽으로 구멍을 뚫어 이식 장치를 밀어 넣는 것으로 20분 정도 걸리는 간단한 것이었다. 사전에 연락을 받은 BBC 방송은 워윅이 수술실로 들어가는 장면부터 수술의 모든 과정을 조지 불로스의 해설과 함께 녹화했다. 이식 수술이 끝나고 보도진과 함께 학교로 돌아간 워윅은 지능형 빌딩 로비에서 실험했는데, 팔에 RFID 칩을 이식한 워윅이 로비문에 들어서자 컴퓨터가 워윅을 인식했다는 신호를 보냈다. 인식 장치를 설치한 문에서 1미터 반경 안에 들어서면 RFID 칩이 감응하게 되어 있었다. 워윅이 팔을 이리저리 뒤틀어도 칩은 어느 각도에서나 제대로 작동했고, 워윅이 여러 문을 무작위로 지나다녔는데도 컴퓨터는 그의 경로를 정확히 추적했다. 아쉽게도 워윅이 접근할 때 컴퓨터 스크린에 그의 개인 홈페이지가 뜨도록 설계한 것은 작동되지 않았다. 워윅의 아내도 2002년 6월에 칩 이식을 자발적으로 결정했다·

## 전망
현재 RFID 기술은 굉장히 다양한 분야에 활용되고 있다. 육상 선수들의 기록을 재거나 상품의 생산 이력을 추적하는 데서부터 여권이나 신분증 등에 태그를 부착해 개인 정보를 수록, 인식하는 데까지 폭넓게 쓰인다. ‘하이패스’라고 불리는 유료 도로 통행료 징수 시스템이나 교통카드에도 RFID가 이용된다. 동물의 피부에 태그를 이식해 야생동물 보호나 가축 관리 등에 사용하기도 한다. 일본 오사카에서는 초등학생의 가방과 옷 등에 태그를 부착하고 있으며, 신분증을 통해 건물의 출입을 통제하는 시스템도 RFID를 이용하고 있다. 때때로 태그는 사람 몸에 이식되기도 한다.
앞으로 RFID가 사용될 수 있는 분야는 더욱 넓다. 특히, RFID는 바코드의 대체품으로서 주목을 받고 있다. RFID 태그는 메모리로 집적 회로를 사용하기 때문에, 단순한 음영으로 정보를 기록하는 바코드보다 더 다양한 정보를 수록할 수 있다. 따라서 바코드처럼 물건의 종류만 식별하는 대신 개개의 물건마다 일련번호를 부여할 수 있다. 이런 기능들은 물건의 재고를 관리하고 절도를 방지하는 데 큰 도움이 된다.

## 전시회
- 2005년 10월 12일 ~14일에 코엑스 대서양관에서 'RFID/USN KOREA 2005 국제전시회 및 콘퍼런스[깨진 링크(과거 내용 찾기)]'가 열렸다.
- 2006년 11월 7일 ~ 9일에 코엑스 대서양관에서 'RFID/USN KOREA 2006 국제전시회 및 콘퍼런스'가 열렸다.
- 2009년 10월 6일~9일에 인천 송도 컨벤시아에서 'RFID/USN KOREA 2009 국제전시회 및 콘퍼런스'가 열렸다.
- Academic Papers on RFID & inventory problems

## 활용

### 개인 식별 (human identification)
동물의 표시를 위해 고안된 심을 수 있는 RFID 칩이 사람에게도 사용되고 있다. RFID이식과 관련된 초기실험은 1998년 자신에 팔에 칩을 이식한 cybernetics Kevin Warwick의 영국 교수에 의해 실행되었다. 또한 2004년에 Conrad Chase는 자신의 바르셀로나와 로테르담의 나이트클럽에서 그들의 VIP고객을 식별하기 위해 이식된 칩의 도입을 제안했고 결국 음료의 가격을 지불하는데 사용되었다. 미 식품의약국(FDA)는 인간에 대한 RFID칩의 사용을 승인하였다. 바르셀로나의 Baja Beach nightclub과 같이 몇몇의 사업소들은 그들의 고객들에게 가격을 지불하기 위한 RIFD 식별표를 사용할 수 있는 선택의 기회를 제공한다. 하지만 RFID 식별자가 어디를 가더라도 추적함으로써 잠재적으로 개인의 사생활을 침해할 수 있다는 우려를 발생시켰다. 심지어 몇몇은 독재정부에 의해 시민들의 자유를 억제하며 행동의 감시하는 파놉티콘의 절정체로서 악용될 가능성을 염려했다. 이와 더불어 2006년 7월 22일 뉴욕에서 열린 콘퍼런스에서 영국의 로이터 통신사는 Newitz와 Westhues라는 두 해커가 RFID 이식된 RFID의 신호를 복제하는 것을 보였고 이는 RFID가 해킹으로부터 안전하지 않음을 입증했다. 프라이버시의 중요성을 강조하는 사람들은 RFID칩의 사용의 잠재적 남용과 오용을 경고하며 반대하고 있지만 여전히 RFID 기술을 사람에게 적용 시키는 것은 많은 논쟁의 여지를 가지고 있다.

## 같이 보기
- 교통카드
- 마이크로칩 임플랜트(퍼지티브ID, 베리칩)
- RF 모듈